# 椎名高志
椎名 高志（しいな たかし、1965年〈昭和40年〉6月24日 - ）は、日本の漫画家。男性。大阪府出身。大阪府立箕面高等学校、京都市立芸術大学卒業。血液型はO型。妻は高橋留美子の元・アシスタントである清水彩。

## 経歴
高校時代に「小学館新人コミック大賞」佳作受賞（作品名は非公表）。また、アニメーションを製作していた。そのときのメンバーに吉松孝博がいる。1989年、『週刊少年サンデー』（小学館）に掲載の『Dr.椎名の教育的指導!!』でデビュー。主に『週刊少年サンデー』などで活動する。
デビュー直後は4コマ漫画や読みきりを描いており、『（有）椎名百貨店』にまとめられた。それに収められている作品はパロディが多用されている。藤子・F・不二雄を心の師と仰いでいる。
後に『GS（ゴーストスイーパー）美神 極楽大作戦』で長編連載を持つようになった。アニメ『GS美神』では鶴ひろみが美神令子を演じたが、椎名は鶴のデビュー作『ペリーヌ物語』を少年期に見ており、それ以来のファンだったという。また、自身の結婚式では鶴に司会を依頼した結果、鶴と横島忠夫役の堀川亮（現・堀川りょう）が司会を担当することになったという。
2005年からは『週刊少年サンデー』にて『絶対可憐チルドレン』の連載を開始。さらに途中から毎週4コマ2つまでもプラスするようになる。テレビアニメ第13話とOVAでは、自身も声優として参加している。2014年13号で中学生編が完結したため休載し、2014年39号から高校生編が最終章として再開。2021年33号をもって完結した。
『週刊少年サンデーS』2022年1月号から『半妖の夜叉姫』のコミカライズ作品である『〜異伝・絵本草子〜 半妖の夜叉姫』を連載。

## 年譜
- 1989年 - 『Dr.椎名の教育的指導!!』によりデビュー。
- 1992年 - 第38回小学館漫画賞受賞（『GS美神極楽大作戦!!』）[1]。
- 1993年 - 『GS美神 極楽大作戦!!』がテレビアニメ化される。
- 1994年 - 『GS美神 極楽大作戦!!』の劇場版アニメが公開される。
- 2005年 - 『絶対可憐チルドレン』連載開始。
- 2008年 - 『絶対可憐チルドレン』がテレビアニメ化される。
- 2010年 - 『絶対可憐チルドレン』がOVA化される。
- 2013年 - 『絶対可憐チルドレン』のスピンオフ作品『THE UNLIMITED 兵部京介』がテレビアニメ化される。
- 2021年 - 『異伝・絵本草子～半妖の夜叉姫』連載開始。
- 2022年 - 第53回星雲賞コミック部門受賞（『絶対可憐チルドレン』）[2][8]。

## 作品リスト
- （有）椎名百貨店 - 『週刊少年サンデー増刊号』（1990年4月号 - 1991年5月号）
読み切り短編のシリーズ。その後に発刊された短編集も、このタイトルを踏まえたものになっている。
- GS美神 極楽大作戦!! - 『週刊少年サンデー』（1991年 - 1999年）
- MISTERジパング - 『週刊少年サンデー』（2000年 - 2001年）
- 一番湯のカナタ - 『週刊少年サンデー』（2002年 - 2003年）
- （有）椎名百貨店（超）GSホームズ 極楽大作戦!!
  - GSホームズ 極楽大作戦!! - 『月刊サンデージェネックス』（2002年1月号）
  - 江戸浪狼伝 - 『週刊少年サンデー増刊号』（2003年3月号）
  - 零式といっしょ。 - 『週刊少年サンデー増刊号』（2003年8月号）
  - 破壊僧ジョドー - 『週刊少年サンデー増刊号』（2003年9月号）
  - 家電少女MISOCCUS - 『週刊少年サンデー増刊号』（1996年1月30日号）
- ウルトラマンネクサス - 『てれびくん』（2004年12月号 - 2005年8月号）※ 2015年に書き下ろしの結末を加えて単行本化
- 絶対可憐チルドレン[9] - 『週刊少年サンデー』（2005年 - 2021年）
- (有) 椎名大百貨店
  - GSホームズ極楽大作戦!! 血を吸う探偵 - 『月刊サンデージェネックス』（2005年6月号）
  - パンドラ（全3話） - 『月刊サンデージェネックス』（2003年4月号 - 6月号）
  - TIME SLIPPING BEAUTY（前後編） - 『ヤングマガジンアッパーズ』（2003年21号・22号）
  - 蜘蛛巣姫 - 『ヤングマガジンアッパーズ』（2004年20号）
- 〜異伝・絵本草子〜半妖の夜叉姫 - 『週刊少年サンデーS』（2021年 - 2025年）
『半妖の夜叉姫』のコミカライズ作品。

### 4コマ漫画作品
- Dr.椎名の教育的指導!!（『週刊少年サンデー』1989年14号 - 1990年34号、不定期掲載。単行本『(有) 椎名百貨店』に収録）
- のんぽり魂（『ビッグコミックオリジナル増刊』1990年・1991年、各読切。単行本『(有) 椎名百貨店』に収録）
- 絶対可憐チルドレン SUPPLEMENT（上記『絶対可憐チルドレン』の連載枠において不定期枠で掲載）
- それが声優! WEB92話（原作シナリオ：あさのますみ、原作キャラクターデザイン：畑健二郎。該当話のみのゲストとして作画を担当）

## キャラクターデザイン
- 大江戸ロケット（2007年 客演絵師（ゲストキャラクターデザイン）として参加[10]）
- サンデー×マガジン クロスライン

## アシスタント
- 万乗大智
- 田中ほさな（田中保左奈）[11]
- 清水彩 - 高橋留美子の元アシスタントにして椎名の妻。現在は椎名のチーフアシスタントとしてクリンナップ等を担当[12]。